# دار الحسن بن زيد بن الحسن
دار الحسن بن زيد بن الحسن بن علي بن أبي طالب أحد الدور التاريخية المجاورة للمسجد النبوي الشريف.
هذه الدار هي الأطم الذي كان قد ابتاعه فهدمه وبنى الدار مكانه، وهي الدار التي أصبح مكانها مكتبة شيخ الإسلام أحمد عارف حكمت والتي أزيلت ضمن التوسعة الملك فهد للمسجد النبوي الشريف.